# 国際測地学協会
国際測地学協会（こくさいそくちがくきょうかい、英語: International Association of Geodesy、IAG）は、1862年に設立された、測地学に関する国際組織。以下の4つの委員会（英語: commission）を有する。
- 参照系（Reference Frames）
- 重力場（Gravity Field）
- 地球力学および地球の自転（Geodynamics and Earth Rotation）
- 測位と応用（Positioning & Applications）

1861年に de:Johann Jacob Baeyer が呼びかけ翌1862年に設立された“中欧測地学協会” (Mitteleuropäische Gradmessung) をその起源とする。国際測地学・地球物理学連合（IUGG）を構成する団体の1つで、測地学的研究・調査の振興を目的とする。